# Quảng Lạc, Nho Quan
Quảng Lạc là một xã miền núi nằm ở phía nam huyện Nho Quan, tỉnh Ninh Bình, Việt Nam.

## Địa lý
Xã Quảng Lạc nằm ở phía nam huyện Nho Quan, cách trung tâm thành phố Ninh Bình 22 km, có vị trí địa lý: 
- Phía đông giáp xã Sơn Hà
- Phía tây giáp xã Phú Long
- Phía nam giáp thành phố Tam Điệp
- Phía bắc giáp xã Quỳnh Lưu.

Xã Quảng Lạc có diện tích 14,84 km², dân số là 6.405 người, mật độ dân số đạt 432 người/km².

### Địa hình
Có thể chia Quảng Lạc thành 2 vùng địa lý tương đương nhau: 
- Phía đông là vùng đồng bằng
- Phía tây là vùng núi cao thuộc dãy Tam Điệp.

### Khí hậu
Quảng Lạc mang đặc trưng nhiệt đới gió mùa. Nhiệt độ ttrung bình năm là 24,5°C. Khí hậu nóng ẩm, mưa nhiều và có mùa đông lạnh.

## Hành chính
Xã Quảng Lạc được chia thành 8 thôn: Đồng Thanh, Đồng Bài, Đồng Trung, Quảng Cư, Hưng Long, An Ngải, Đồng Bông, Quảng Thành.

## Lịch sử
Trước Cách mạng tháng Tám năm 1945, các làng của xã Quảng Lạc thuộc tổng Quỳnh Lưu, phủ Nho Quan.
Sau cách mạng tháng Tám, các làng bản trong xã hợp nhất thành Quảng Lạc.
Năm 1946, Quảng Lạc sáp nhập với Phú Long thành xã Lạc Thành.
Tháng 4 năm 1949, thực hiện Chỉ thị của Tỉnh ủy về thống nhất chỉ đạo cơ sở, do đó Ủy ban kháng chiến huyện Nho Quan đã sáp nhập 27 xã của huyện thành 10 xã lớn. Theo đó, xã Lạc Thành sáp nhập vào xã Quỳnh Lưu.
Đến năm 1954, xã Quỳnh Lưu được chia tách thành 5 xã: Phú Long, Quỳnh Lưu, Sơn Lai, Quảng Lạc và xã Sơn Hà.

## Kinh tế - xã hội

### Nông nghiệp
Tổng diện tích gieo trồng là 310.15 ha, trong đó diện tích đất trồng lúa 273,7 ha, ngô 38,6ha, khoai lang 10ha, năng suất 69.5 tạ/ha, và các loại rau màu.
Công tác chăn nuôi: Lĩnh vực chăn nuôi tiếp tục phát triển do giá gia súc, gia cầm tăng, không có dịch bệnh lớn xảy ra. Công tác phòng, chống dịch bệnh, tiêm phòng vắc xin vụ Xuân hè đảm bảo kế hoạch. Tính đến 15/9/2018, tổng đàn gia súc, gia cầm toàn xã: Đàn trâu, bò 2.470 con; đàn lợn 3.300 con tăng 100 con so với cùng kỳ năm trước; đàn gia cầm 17.000 con, hươu 21 con; dê 350 con, đàn ong 555 đàn.
Thu nhập bình quân đầu người năm 2017 là 45 triệu đồng/người/năm.
Thế mạnh địa phương là kết hợp chăn nuôi đại gia súc, gia cầm và phát triển kinh tế đồi rừng, trên địa bàn xã diện tích rừng khoanh nuôi bảo vệ là 661,8 ha rừng sản xuất.

### Công nghiệp, tiểu thủ công nghiệp, dịch vụ
Ưu tiên phát triển công nghiệp, tiểu thủ công nghiệp, các ngành nghề phù hợp trên địa bàn xã. Khuyến khích phát triển các loại hình dịch vụ phục vụ cho sản xuất, phát triển kinh tế và phục vụ nhu cầu đời sống của nhân dân, để thực hiện mục tiêu xây dựng nông thôn mới có hiệu quả.
Xã Quảng Lạc có chợ Vĩnh Khương, là một trong 9 chợ quê trên địa bàn Nho Quan nằm trong danh sách 107 chợ loại 1, 2, 3 ở Ninh Bình năm 2008.

## Du lịch

### Hồ Đập Trời
Nằm trên địa bàn thôn Đồng Trung xã Quảng Lạc có hồ Đập Trời là một hồ trên núi lớn, có phong cảnh thiên nhiên hấp dẫn được quy hoạch thành khu du lịch sinh thái. Đây cũng là một hồ câu cá lớn ở Ninh Bình. Hồ Đập Trời nằm tách biệt hoàn toàn khỏi khỏi khu dân cư, được xây dựng thành trang trại với đồi cây công nghiệp, cây lương thực và khu trại.

## Giao thông
Xã Quảng Lạc hiện có khoảng 3 km đường Quốc lộ 12B chạy qua địa phận. Đây là tuyến giao thông quan trọng nối từ TP. Tam Điệp theo hướng Tây Bắc qua một số xã của huyện Nho Quan và tỉnh Hòa Bình; nối Quốc lộ 1 với đường Hồ Chí Minh và Quốc lộ 6. Đây là điều kiện thuận lợi để nhân dân trong xã giao lưu phát triển kinh tế, văn hóa xã hội, giao thương phát triển các loại hình dịch vụ hàng hóa, thương mại.
Đây là 1 trong 9 xã đầu tiên ở Ninh Bình được công nhận là xã An toàn khu.